# The Damned (1963)
The Damned is een Britse horrorfilm uit 1963 onder regie van Joseph Losey.

## Verhaal
Joan lokt mannen mee, die daarna worden overvallen door haar broer en zijn motorbende. Het laatste slachtoffer bevrijdt haar echter en neemt haar mee op zijn boot. Ze komen terecht op een eiland, waar een professor vorming geeft aan een geïsoleerde groep kinderen.

## Rolverdeling
| Acteur             | Personage        |
| ------------------ | ---------------- |
| Macdonald Carey    | Simon Wells      |
| Shirley Anne Field | Joan             |
| Viveca Lindfors    | Freya Neilson    |
| Alexander Knox     | Bernard          |
| Oliver Reed        | King             |
| Walter Gotell      | Majoor Holland   |
| Brian Oulton       | Mijnheer Dingle  |
| Kenneth Cope       | Sid              |
| James Villiers     | Kapitein Gregory |
| Tom Kempinski      | Ted              |
| Barbara Everest    | Juffrouw Lamont  |
| Allan McClelland   | Mijnheer Stuart  |
| James Maxwell      | Mijnheer Talbot  |
| Rachel Clay        | Victoria         |
| Caroline Sheldon   | Elizabeth        |